# Seestraße 9 (Stralsund)

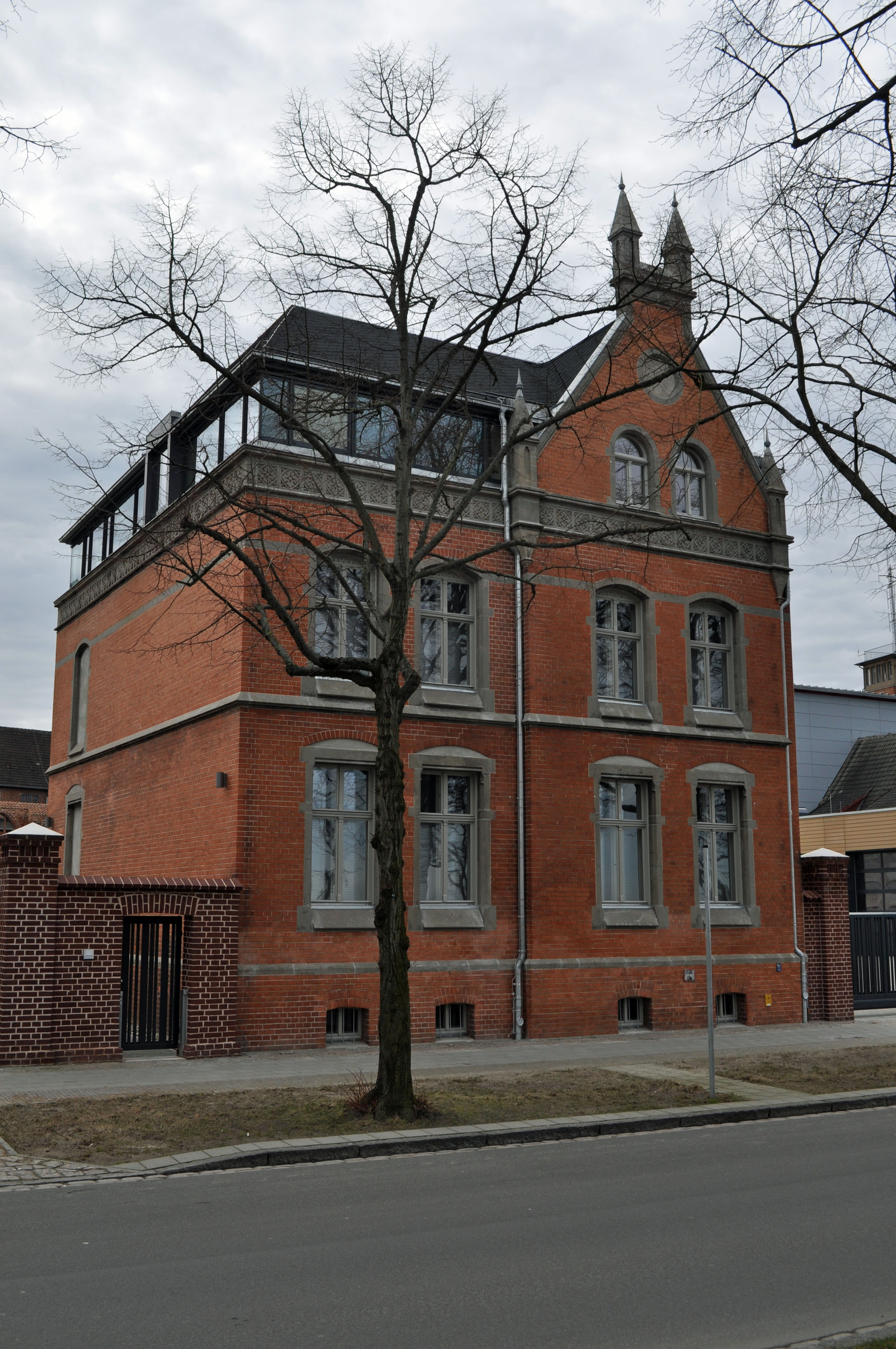
Das Haus Seestraße 9 in Stralsund (2012)

Das Haus mit der postalischen Adresse Seestraße 9 ist ein denkmalgeschütztes Gebäude in der Hansestadt Stralsund in der Seestraße.
Auf dem Gelände an der Seestraße, zwischen Johannischorstraße und Fährwall, entstand im Jahr 1900 eine Kupfer- und Kesselschmiede – eine der frühen Industrieanlagen auf Stralsunds Altstadtinsel. Der als Villa des Unternehmers errichtete, zweigeschossige Bau ist in Backstein ausgeführt.
Die beiden nördlichen Achsen der vierachsigen Fassade zur Seestraße sind als flache Vorlage ausgeführt; sie werden von einem Dreiecksgiebel mit Ziertürmen gekrönt.
Ein breiter Ornamentfries läuft unter der Traufe.
Das Haus liegt im Kerngebiet des von der UNESCO als Weltkulturerbe anerkannten Stadtgebietes des Kulturgutes „Historische Altstädte Stralsund und Wismar“. In die Liste der Baudenkmale in Stralsund ist es mit der Nummer 701 eingetragen.